# The Mistake
The Mistake er en amerikansk stumfilm fra 1913 af D. W. Griffith.

## Medvirkende
- Blanche Sweet.
- Charles Hill Mailes som Tod Lawson.
- Henry B. Walthall som Warren Smyth.
- Charles Gorman.